# Ctenophora pectinicornis
Ctenophora pectinicornis är en tvåvingeart som först beskrevs av Carl von Linné 1758.  Ctenophora pectinicornis ingår i släktet Ctenophora och familjen storharkrankar. Enligt den finländska rödlistan är arten sårbar i Finland. Arten är reproducerande i Sverige. Artens livsmiljö är lundskogar. Inga underarter finns listade i Catalogue of Life.

## Bildgalleri

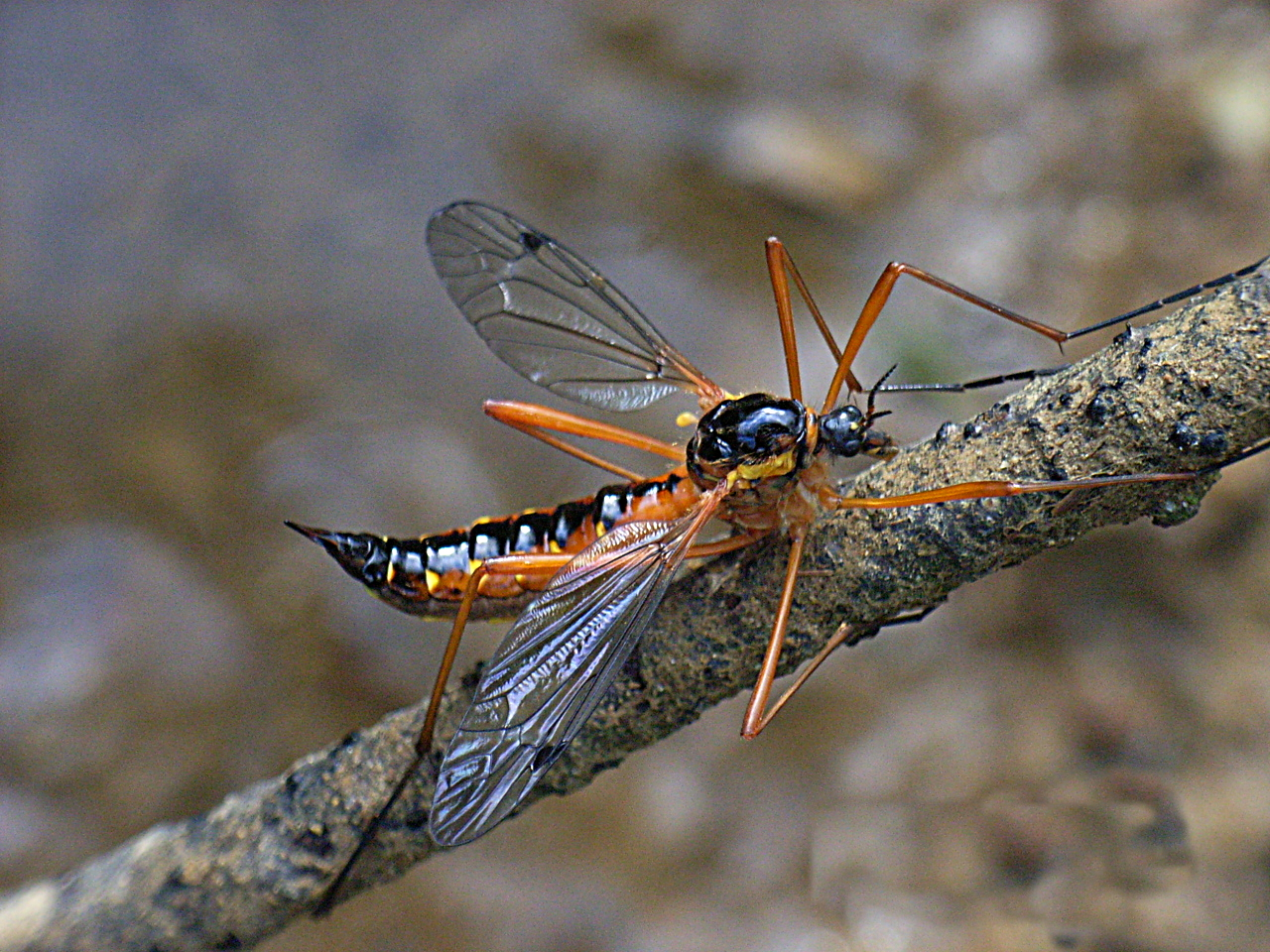
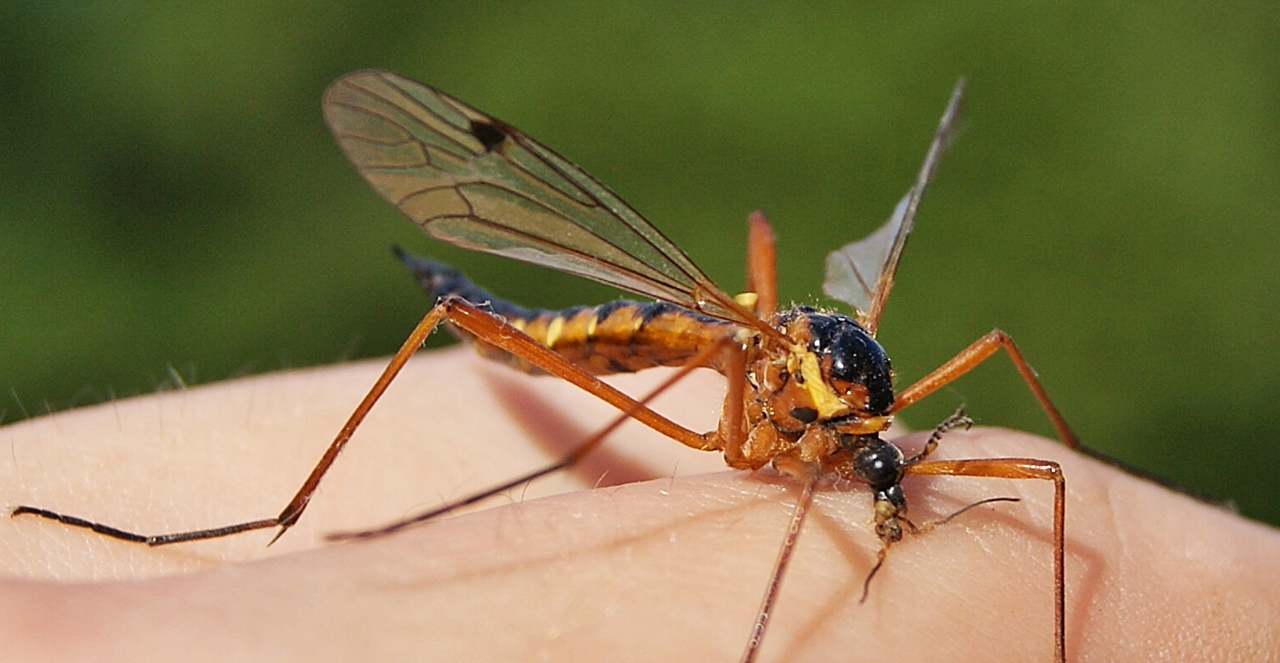
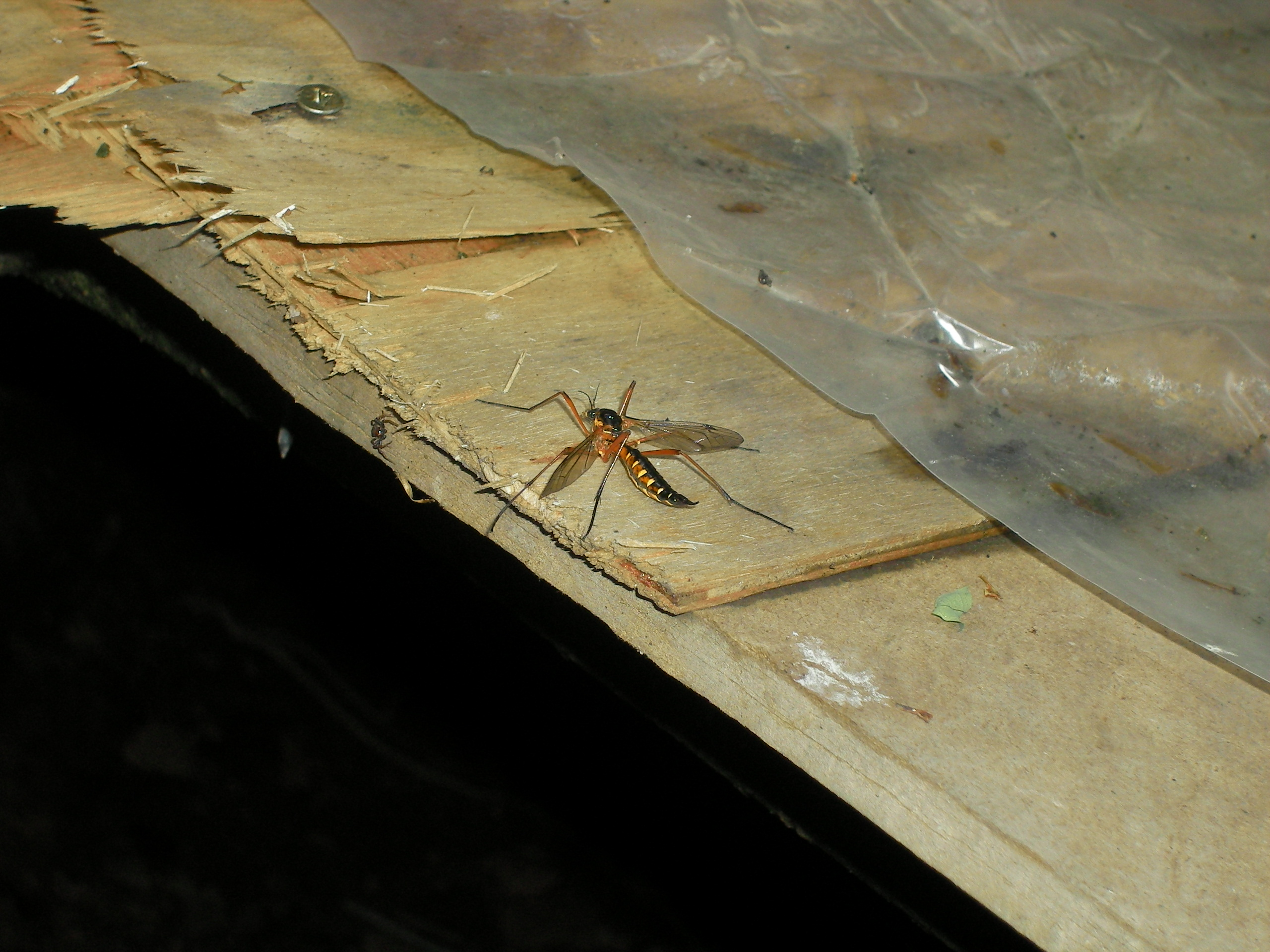
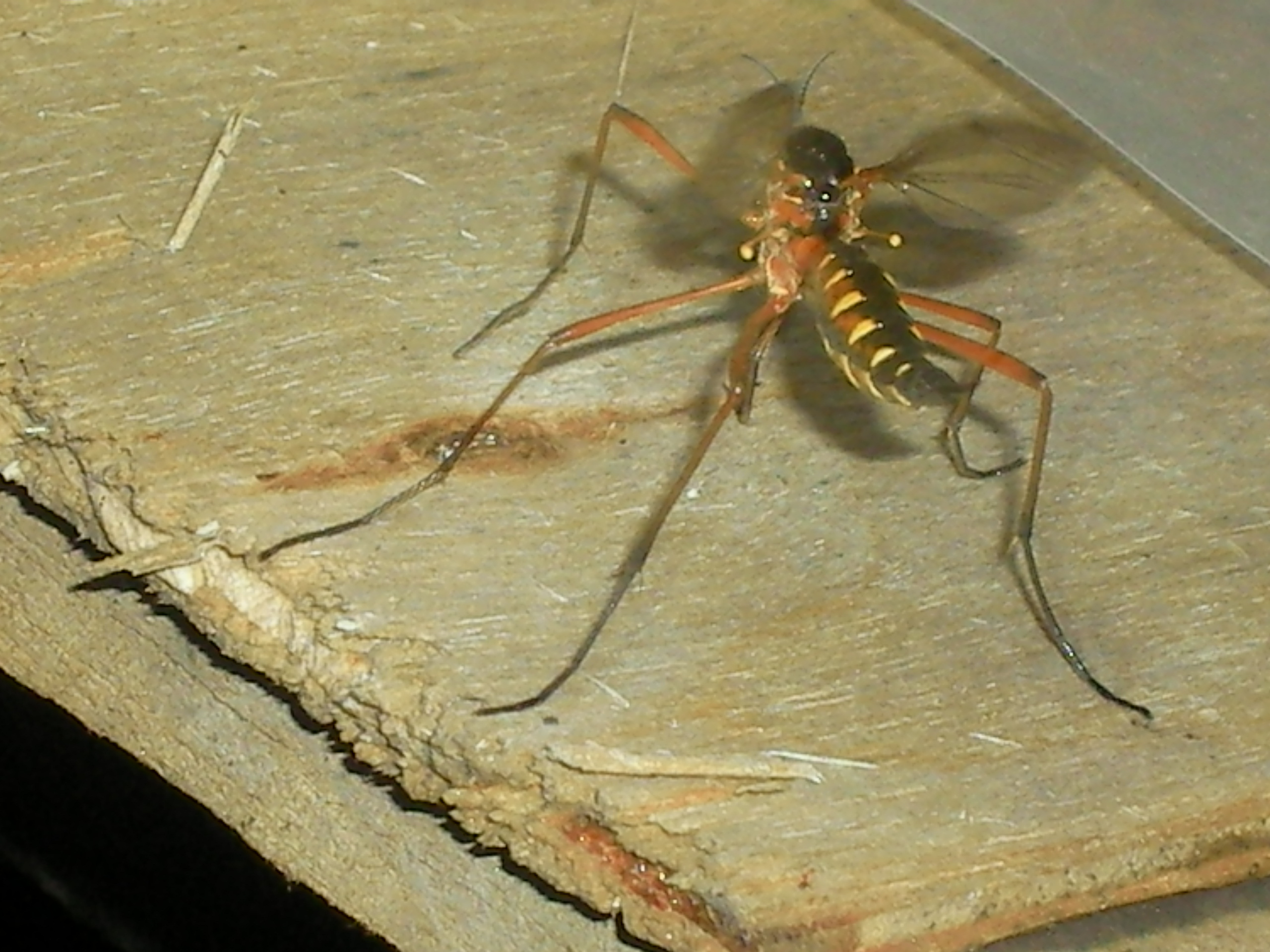